# قطرس
القَطْرَس أو القادُوس من أكبر الطيور. يتميز بمقدرة فعالة في الطيران والتحليق لمسافات طويلة ويستطيع أن يقطع آلاف الكليومترات في رحلة واحدة، يزن البالغ تقريبا 10 كغم، ويعيش في المحيط ويأتي لليابسة على الجزر لأجل التناسل ويتغذى على الحبار والسمك عن طريق صيدها بعدة طرق منها الغطس، ويقوم برحلة طويلة لإطعام صغاره ويطعمهم عن طريق استفراغ الأكل. القطرس كلمة عربية نقلها البرتغاليون.
هي طيور بحرية كبيرة تعيش في منطقة المحيط الجنوبي وشمال المحيط الهادئ. لم يعثر عليها في منطقة شمال الأطلسي ولكن عُثر على أحافيرها هناك فقط وهو ما يدل على أنها كانت تعيش هناك. توجد أربعة أنواع رئيسية من طيور القطرس: طيور القطرس الكبرى وطيور القطرس شمال المحيط الهادئ وموليموكس وطيور القطرس السخامية. وهي مقسمة إلى واحد وعشرين نوعًا حددها الاتحاد العالمي للحفظ.
تعد طيور القطرس الكبيرة من بين أكبر الطيور التي تطير. جميع طيور القطرس جيدة جدًا في الطيران وتقضي معظم حياتها في الهواء. وهي تأكل الحبار والأسماك والكريل. تأتي طيور القطرس إلى الشاطئ لتكوين أعشاشها غالبًا على الجزر وعادةً بالقرب من أعشاش الطيور الأخرى.
تسعة عشر نوعًا من بين 21 نوعًا من طيور القطرس معرضة للخطر. يعود هذا جزئيًا إلى أن الحيوانات كالجرذان والقطط تهاجم بيضها والصيصان بل والطيور البالغة أيضًا، كما يؤدي تلوث المحيطات بالنفايات البلاستيكية وانسكاب الزيوت إلى قتل طيور القطرس. في بعض الأحيان قد لا يوجد ما يكفي من الأسماك لتناولها بسبب الصيد الجائر. السبب الرئيسي لتعرض طيور القطرس للخطر هو الصيد بالخيوط الطويلة الذي يتسبب في إصابة العديد من طيور القطرس بالصنارات التي تم تجهيزها لصيد الأسماك. مما يتسبب في غرق الطيور.

## الطيران
طيور القطرس كبيرة الحجم جدًا ولها أرجل قوية جدًا ويمكنها المشي جيدًا على الأرض على عكس طيور البحر الأخرى.
المرة الوحيدة التي ترفرف فيها طيور القطرس بأجنحتها عند الطيران هي عندما تقلع.
تحتاج طيور القطرس إلى إخراج الملح من أجسامها لأنها تشرب مياه المحيط، تمتلك جميع الطيور غدة كبيرة في الجزء العلوي من منقارها فوق عيونها، تكون هذه الغدة أحيانًا عديمة الفائدة للطيور التي لا تحتاج إليها، ومع ذلك فإن طيور القطرس تستخدمها للمساعدة في إخراج المياه المالحة، العلماء ليسوا متأكدين من كيفية عملها بالضبط ومع ذلك فهم يعرفون أنه يساعد في إخراج الملح حيث يصنع سائلًا يجعل الماء المالح يتقطر من أنفها.
عادة ما يكون لطيور القطرس البالغة جناح علوي وظهر داكن وأسطح سفلية بيضاء حين تبلغ سن الطيران، تستغرق طيور القطرس عدة سنوات للحصول على ريشها الكامل. يمكن أن يصل طول أجنحة أكبر طيور القطرس إلى 340 سم (11.2 قدمًا).
تطير طيور القطرس التي تطير شمالًاً أحيانًا في اتجاه عقارب الساعة وتلك التي تطير جنوبًا تطير في الاتجاه المعاكس. معظم الطاقة المستخدمة في رحلتها لا تستهلك في السفر لمسافات طويلة بل عندما تهبط وتقلع وتصطاد. يساعد ذلك طائر القطرس على الطيران لمسافات أطول وإيجاد طعام جيد. يمكنها الطيران بسهولة فوق الرياح والأمواج ومع ذلك نظرًا لأن أجنحتها الطويلة لا تحتوي على عضلات قوية أو طاقة فلا يمكنها أن ترفرف أثناء الطيران. لهذا السبب يجب أن تتوقف طيور القطرس في البحار الهادئة وتستريح على سطح المحيط حتى تبدأ الرياح في الهبوب بشكل أقوى. عند الإقلاع تحتاج طيور القطرس إلى الجري أولاً لمساعدة الجناح على رفعها لكنها تشتهر بخرقها عند الهبوط.

## المواقع
تم العثور على معظم طيور القطرس في نصف الكرة الجنوبي من القارة القطبية الجنوبية إلى أستراليا وجنوب إفريقيا وأمريكا الجنوبية. ومع ذلك فأنواع طيور القطرس الأربعة التي تعيش في شمال المحيط الهادئ تنتشر في كل مكان.  ثلاثة من هذه الأنواع توجد في شمال المحيط الهادئ من هاواي إلى اليابان وكاليفورنيا وألاسكا، أما النوع الرابع فموجود في جزر غالاباغوس وتبحث عن طعامها في ساحل أمريكا الجنوبية.
من غير المعروف بوضوح سبب انقراض طيور القطرس في شمال المحيط الأطلسي. يعتقد البعض أنه كان بسبب ارتفاع مستوى سطح البحر في ذلك الوقت.
في بعض الأحيان قد يستخدم العلماء القمر الصناعي عند محاولة التعرف على طيور القطرس، فهم يحاولون معرفة الطريقة التي تمر بها طيور القطرس عبر المحيط للعثور على الطعام باستخدام الصناعية.الصناعية. هناك دليل على أن البحر يفصل بين أنواع مختلفة من طيور القطرس. هناك أيضًا دليل على وجود مسارات مختلفة لكلا الجنسين من نفس النوع من الأنواع. أظهرت دراسة أن الذكور تبحث عن الطعام في الغرب بينما تتجول الإناث في الشرق.

### النظام الغذائي
يأكل القطرس رأسيات الأرجل والأسماك والقشريات ومخلفاتها. في بعض الأحيان تأكل الجيف أو أنواعًا أخرى من العوالق الحيوانية. ومع ذلك فإن أهمية كل طعام تختلف باختلاف النوع، قد يرغب البعض في تناول الحبار فقط أو قد يأكل البعض الآخر المزيد من السمك. من نوعي طيور القطرس التي تعيش في هاواي يأكل أحدهما وهو طائر القطرس ذو الأرجل السوداء الأسماك في الغالب. أما النوع الآخر قطرس ليسان فيأكل المزيد من الحبار بدلاً من ذلك.
في بعض الأحيان قد تستخدم طيور القطرس مساعدة الحيوانات الأخرى لتناول الطعام. على سبيل المثال بعض الحبار أكبر من أن يصطادها طائر القطرس وهي على قيد الحياة، بدلاً من ذلك تأكل طيور القطرس الحبار الذي يموت بعد التزاوج أو بعد القيء من قبل الحيتان التي تأكل الحبار (مثل حيتان العنبر). الأنواع الأخرى، مثل القطرس أسود الحاجب أو القطرس ذو الرأس الرمادي تأكل أنواعًا أصغر من الحبار، وهي لا تلتهم كثيرًا. أيضًا في بعض الأحيان شوهد طائر القطرس الملوح يسرق الطعام من الطيور الأخرى.
حتى الآن كان يُعتقد أن طيور القطرس تأكل ما تجده من طعام على سطح البحر، بما في ذلك الحبار الميت والأسماك التي دفعتها الأمواج إلى السطح أو الحيوانات الأخرى الميتة. كان يعتقد هذا لأن بعض الأنواع لا تغوص أعمق من متر. ومع ذلك، لم تكن هذه النظرية صحيحة لأن بعض الأنواع لديها متوسط عمق للغوص يقارب 5 أمتار ويمكنها الغوص بعمق يصل إلى 12.5 مترًا.

## التربية والرقص
تعيش طيور القطرس في جماعات وعادة ما تعشش في جزر لا يعيش فيها الإنسان. العديد من طيور القطرس بولر وطيور القطرس ذات الأرجل السوداء تعشش تحت الأشجار في الغابة المفتوحة. عادة ما تعود طيور القطرس إلى مجموعتها بعد مغادرتها لفترة للعثور على رفيق. هذه واحدة من أقوى غرائزها وأظهرت دراسة قطرس ليسان أن المسافة المعتادة بين المكان الذي تفقس فيه والمكان الذي يصنع فيه الطائر منطقته الخاصة كانت 22 مترًا (72 قدمًا).
مثل معظم الطيور البحرية تعيش طيور القطرس لفترة أطول بكثير من الطيور الأخرى. كما أنها لا تبحث عن رفيقها لفترة طويلة. تعيش بعض أنواع طيور القطرس حتى 50 عامًا. كان أقدم طائر قطرس مسجل هو طائر القطرس الملكي الشمالي الذي عاش لمدة 61 عامًا.
قبل أن تتزاوج طيور القطرس تجتمع معًا وتقضي سنوات طويلة في ممارسة قواعد التزاوج و«الرقصات» الخاصة التي تشتهر بها الأسرة.
عندما تتعلم طيور القطرس هذا النوع من الحركات والرقصات، فإنها تتعلم أيضًا أشياء مثل الإشارة والاتصال وإحداث ضوضاء بمنقارها والتحديق وأحيانًا كل ذلك مجتمعاً. عندما يأتي الطائر لأول مرة يرقص مع العديد من طيور القطرس الأخرى ولكن بعد بضع سنوات يقل عدد الطيور التي يرقص معها حتى يتم اختيار أحد الطيور ثم بعد أن يصبحا ثنائيًا لا يرقصان مرة أخرى.
تواجه طيور القطرس صعوبة في وضع أطفالها، يستغرق الطائر وقتًا طويلاً لوضع بيضة وتربية كتكوت. تستغرق الطيور الكبيرة أكثر من عام لتربية كتكوت. تضع الطيور بيضة واحدة بيضاء اللون مع بقع بنية ضاربة إلى الحمرة. ولكن إذا تم أخذ البيضة من قبل حيوانات مفترسة أخرى أو تم كسرها عن طريق الخطأ فلا يضع الوالدان بيضة أخرى طيلة العام. يزن البيض الأكبر حجمًا ما بين 200 إلى 510 جم (7.1–18 أونصة). أزواج طيور القطرس لا تفترق عادة ولكن قد يحدث هذا أحيانًا إذا مرت عدة سنوات دون أن بتمكنا من وضع بيضة واحدة.
تعيش جميع طيور القطرس في الجنوب في أعشاش كبيرة تصنعها من الحشائش والتربة وأحيانًا ريش البطريق. في جميع أنواع طيور القطرس يحتضن كلا الوالدين البيضة بين يوم واحد وثلاثة أسابيع. تستمر فترة الحضانة من 70 إلى 80 يومًا. قد تصبح هذه المدة أطول بالنسبة لطيور القطرس الأكبر. عندما تفعل ذلك فإن الأمر يتطلب الكثير من الطاقة ويمكن أن يفقد البالغ 83 جرامًا (2.9 أونصة) من وزن الجسم يوميًا.
بعد الفقس يتم الاعتناء بالكتاكيت وحراستها لمدة ثلاثة أسابيع حتى تصبح كبيرة بما يكفي للعناية والقتال من أجل نفسها. خلال هذا الوقت يقوم الوالدان بإطعام الكتاكيت وجبات صغيرة. بعد أن يكبر الفرخ قليلاً يتم إطعامه في وجبات أكبر من قبل كلا الوالدين. يتناوب الوالدان على الذهاب والعثور على طعام مثل الحبار الطازج والأسماك والكريل.
تستغرق فراخ طيور القطرس وقتًا طويلاً لتتعلم كيف تطير). في حالة طيور القطرس الأكبر حجمًا يمكن أن يستغرق الأمر ما يصل إلى 280 يومًا. وحتى بالنسبة لطيور القطرس الأصغر يمكن أن يستغرق الأمر من 140 إلى 170 يومًا. مثل العديد من الطيور البحرية تصبح فراخ القطرس فيما بعد أثقل من والدتها وأبيها. عند تحضير أجسامها للطيران قد ينجمو أيضًا ريش الطيران مما يجعلها أحيانًا ثقيلة مثل والديها.

## طيور القطرس والبشر

### الاسم
جاء اسم القطرس من الكلمة العربية الغطاس. أصبحت هذه الكلمة فيما بعد إنجليزية، في البرتغالية جاءت الكلمة التي لا تزال تُستخدم حاليًا للطائر، الباتروز، من طائر القطرس الإنجليزي.
في نصف الكرة الجنوبي لا يزال معظم الناس يطلقون على طائر القطرس موليموك، أما الاسم ديوميديا الذي أطلقه لينيوس على طيور القطرس مأخوذ من قصة تحول المحارب اليوناني ديوميديس إلى طائر.

### في الثقافة
تم وصف طيور القطرس بأنها «الأسطورية من بين جميع الطيور». عندما يشعر الناس بالحزن أو يشعرون أنهم يتحملون عبئًا قد يستخدمون عبارة «طيور قطرس حول عنقهم». هناك أسطورة مفادها أن البحارة لا يطلقون النار أو يأكلون طيور القطرس لأنهم يعتقدون أن ذلك يجلب الحظ السيئ ولكن في الواقع يقوم البحارة بقتلها وأكلها كثيراً. غالبًا ما كان يُنظر إليها على أنها أرواح البحارة الضائعين. استخدم شعب الماوري عظام جناح طائر القطرس لنحت الوشم على جلودهم في الاحتفالات.

### التهديدات البشرية
على الرغم من أنها كانت طيورًا أسطورية في العديد من الأساطير إلا أن طيور القطرس لا تزال تتعرض للهجوم من قبل البشر. في البداية كان البولينيزيون والأليوت يصطادون طيور القطرس. عندما بدأ الأوروبيون في استكشاف العالم بدأوا أيضًا في اصطياد الطائر. إما بصيدها من القوارب وأكلها أو من أجل الرياضة.
من بين 21 نوعًا من طيور القطرس التي لاحظها الاتحاد الدولي لحفظ الطبيعة في قائمتها، هناك 19 نوعًا مهددة والنوعان الآخران قريبان جدًا من التعرض للتهديد.
في جزر ميدواي كان هناك العديد من حوادث الطيران بسبب الاصطدام مع قطرس ليسان، مما تسبب في وفيات في كل من طيور القطرس والبشر. قتلت الأبراج الشاهقة 3000 طائر في الفترة ما بين 1964-1965. وبسبب هذا تم هدم الأبراج. في الآونة الأخيرة حاول الناس إيقاف النشاط البشري في الجزر وساعد ذلك في تقليل عدد الطيور التي تموت.
تهديد آخر لطيور القطرس هو الأنواع المدخلة مثل الفئران أو القطط الوحشية (القطط التي تعيش دون رعاية من قبل الناس) والتي تهاجم طائر القطرس أو فراخه وبيضه. عاشت طيور القطرس في جزر حيث يوجد عدد قليل من الثدييات البرية ولم تتكيف للدفاع عن نفسها ضدها. حتى الفئران يمكن أن تكون خطرة. على سبيل المثال في جزيرة غوف غالبًا ما تتعرض صيصان طيور القطرس للهجوم والتهام الفئران المنزلية لها.
في بعض الأحيان تموت طيور القطرس بالإضافة إلى العديد من أنواع الطيور البحرية الأخرى لأنها تأكل البلاستيك. زادت كمية البلاستيك التي يتم تناولها في البحار بسرعة كبيرة منذ أول رقم قياسي في الستينيات. هذا بسبب النفايات التي ألقيت في البحر من قبل السفن والقمامة الملقاة في المحيط. من المستحيل هضم البلاستيك، والبلاستيك غير المهضوم يمنع هضم الأطعمة الأخرى. هذا يجعل الطيور تموت جوعا. يمكن حتى تقيؤ البلاستيك وإطعامه للكتاكيت من قبل الوالدين. على الرغم من أن البلاستيك ليس السبب الرئيسي لموت طيور القطرس، إلا أنه لا يزال يمثل مشكلة خطيرة.
يعمل العلماء والأشخاص الذين يحاولون مساعدة طيور القطرس مع الحكومات والصيادين لوقف هذه التهديدات. لقد توصلوا إلى حلول مثل صيد السمك ليلاً وصبغ الطعم باللون الأزرق لإخفائه عن طيور القطرس ووضع الطُعم تحت الماء وغير ذلك. على سبيل المثال، اختبرت دراسة أجراها بعض العلماء والصيادين في نيوزيلندا وضع خطوط الصيد تحت متناول أنواع معينة من أنواع طيور القطرس. نجح استخدام بعض هذه الأفكار من خلال إيقاف عدد طيور القطرس السوداء التي ماتت في السنوات العشر الماضية. عمل دعاة الحفاظ على البيئة أيضًا على منع إدخال أنواع أخرى لحماية طيور القطرس.
إحدى الخطوات المهمة نحو حماية طيور القطرس والطيور البحرية الأخرى هي معاهدة عام 2001 المعروفة باسم اتفاقية الحفاظ على طيور القطرس التي وقعتها ثلاثة عشر دولة منها أستراليا والأرجنتين والبرازيل وتشيلي والإكوادور ونيوزيلندا والنرويج وإسبانيا وجنوب إفريقياوفرنسا وبيرو والأوروغواي والمملكة المتحدة. يتمثل أحد الأنشطة الرئيسية للاتفاقية في تقديم مشورة الخبراء بشأن التخفيف من الصيد العرضي للطيور البحرية لمديري مصايد الأسماك سواء في مصايد الأسماك المحلية أو في أعالي البحار.

## الأنواع
طائر القطرس الكبير (ديوميديا)
طيور القطرس شمال المحيط الهادئ
طيور القطرس قصيرة الذيل
طيور القطرس السوداء
القطرس أسود الحاجب
القطرس أبيض الرأس
طيور القطرس ذات الرأس الرمادي
طيور القطرس الأطلسية صفراء الأنف
طيور القطرس الهندية صفراء الأنف
طيور القطرس ذات الغطاء الخفيف

## فصيلة القطارس Diomedeidae
تضم 13 نوعاً، منها: القطرس التائه له جناحان يمتدان أكثر من ثلاثة أمتار وربع، وهو أضخم جناح عُرِف لطائر حي، حيث ينزلق بشكل رائع ويرافق السفن المُبْحرة دون تعب في البحور الشمالية بين خطي عرض 30ْ،60ْ شمالاً. يغلب على الطائر البالغ اللون الأسود باستثناء أطراف جناحيه الأبيضين، أما الطيور الفتيّة فهي بنية اللون حتى تبلغ حوالي 135 سم. منظر الغزل الجدير بالملاحظة، حيث يقف كل من الذكر والأنثى متقابلين، والأجنحة منتشرة، العنقان ممدودان والرأسان يتأرجحان من جانب إلى جانب، ويتلامسان بالعنقين والصدرين والمنقارين ويرفع كل منهما ذيله القصير على ظهره.
تضع الأنثى بيضة واحدة تزن حوالي نصف كيلو غرام، وتمتد فترة الحضانة إلى أكثر من 80 يوماً.
القطرس المتموج يعشش فقط في جزيرة هود، وله منقار طويل وغامق اللون، مع رأس وعنق كبيرين، وأبيضي اللون.